# Томита, Косэй
Косэй Томита (яп. 富田耕生 Томита Ко:сэй, 4 февраля 1936 — 27 сентября 2020) — японский сэйю. В 2009 году, на церемонии «Seiyu Awards», получил приз за заслуги.

## Роли в аниме
1966 год
- Mahou Tsukai Sally (Даймао);

1968 год
- Сказки Андерсена — Фильм (Отец Ганса);

1969 год
- Летающий корабль-призрак (Ханива);
- Муми-тролли (Снифф);

1970 год
- Без семьи (Джером);

1971 год
- Doubutsu Takarajima (Отто);
- Sasurai no Taiyou (Кумагоро);
- Али-Баба и сорок разбойников (Дух лампы);
- Apache Yakyugun (Директор Ивадзиро);
- Люпен III [ТВ] (Гантэцу (эп. 6) / Такигава (эп. 21));

1972 год
- Новые Муми-тролли (Снифф);
- Кот в сапогах на Диком Западе (Предводитель мышей);
- Человек-дьявол [ТВ] (Король демонов Заннин);
- Mon Cheri CoCo (Паня);
- Мазингер Зет [ТВ] (Доктор Хелл / Нюк);

1973 год
- Kerokko Demetan (Гята);
- Panda no Daiboken (Демон);
- Мазингер Зет против Человека-дьявола (Доктор Хелл / Нюк);
- Милашка Хани (Дамбэй Хаями);

1974 год
- Chiisana Viking Vicke (Халвар);
- Hoshi no Ko Chobin (Кумандон);
- Великий Мазингер (Нюк);

1975 год
- Принцесса подводного царства (Кит Герцог);
- Инопланетный робот Грендайзер [ТВ] (Генерал Гандалл);

1976 год
- Кругосветное путешествие Кота в сапогах (Машь-Отец / Кошачий король);
- Великий морской монстр (Доктор Саотомэ);
- Hana no Kakarichou (Аянородзи Масюмаро);
- Инопланетный робот Грендайзер: Битва на закате (Генерал Гандалл / Данбэй Макиба);

1977 год
- Wakusei Robo Danguard A (Доктор Оэдо);

1978 год
- Космический крейсер Ямато (фильм второй) (Завайвал);
- Люпен III: Тайна Мамо (фильм первый) (Комиссар полиции);

1979 год
- Киборг 009 [ТВ-2] (Доктор Гильмор);
- Kaitou Lupin: 813 no Nazo (Рудольф Кессельбах);
- SF Saiyuuki Starzinger II (Дон Хакка);
- Kaitei Choutokkyuu Marine Express (Бан Сюнсаку);

1980 год
- Фумун (Хигэоядзи);
- Новый железный человек №28 (Инспектор Оцука);

1981 год
- Hyakujuu Ou Golion (Император Дайбазар);
- Bremen 4: Jigoku no Naka no Tenshi-tachi (Адажио);
- Rokushin Gattai God Mars TV (Секретарь Оцука);

1983 год
- Soukou Kihei Votoms TV (Болеус Гото);
- Голго-13: Профи (Боб Брейган);
- Midori no Neko (Сюнсаку Бан);
- Ginga Hyouryuu Vifam TV (Голос за кадром);

1984 год
- Ginga Patrol PJ (Джамбо);
- Баги, Монстр Могучей Природы (Шеф);

1985 год
- Pro Golfer Saru (1985) (Occhan);
- Soukou Kihei Votoms Vol.I (Болеус Гото);
- Soukou Kihei Votoms Vol.II (Болеус Гото);
- Soukou Kihei Votoms: The Last Red Shoulder (Болеус Гото);

1986 год
- Доходный дом Иккоку [ТВ] (Господин Тигуса);
- Soukou Kihei Votoms: Big Battle (Болеус Гото);

1988 год
- Doctor Chichibuyama (Доктор Косигая);
- Shin Pro Golfer Saru (Occhan);
- Легенда о героях Галактики OVA-1 (Александр Бьюкок);
- Oishinbo (Тодзин Тодзан);

1989 год
- Shougeki Shinsengumi (Голос за кадром);

1990 год
- Heisei Tensai Bakabon (Папа Бакабона);
- Люпен III: Бумаги Хемингуэя (спецвыпуск 02) (Консано);

1992 год
- Фея цветов Мэри Белл [ТВ] (Священное дерево);

1993 год
- Доминион: Сокрушительная танковая полиция (Адзимори);

1994 год
- Новая Милашка Хани (Дамбэй Хаями);
- Син-тян 1994 (фильм #02) (Анаконда);

1997 год
- Shinkai no Kantai: Submarine 707 (Ёхэй Хаями);
- Фландрийский пес — Фильм (Энзор);

1998 год
- Легенда о героях Галактики OVA-2 (Александр Бьюкок);
- Ковбой Бибоп [ТВ] (Доктор Баукус (эп. 15));

2001 год
- Метрополис (Сюнсаки Бан);

2004 год
- Черный Джек [ТВ] (Мастер);

2005 год
- Черный Джек (фильм второй) (Мастер);

2006 год
- Черный Джек 21 (Мастер);

2007 год
- Горец: В поисках мести (Амерган);